# Graeophonus
Graeophonus is een geslacht van uitgestorven spinachtigen, dat leefde tijdens het Laat-Carboon.

## Beschrijving
Deze 1,5 centimeter lange spinachtige bezat een ongedeeld carapax met aan de voorkant een paar slanke cheliceren en een duidelijke zichtbare uitstulping. Beide ronde ogen stonden op knobbelige uitsteeksels. De grote voorste looppoten waren aangepast aan het grijpen van prooien. Het achterlijf was samengesteld uit 12 segmenten en de poten waren geleed, net als bij de huidige spinnen. Dit geslacht bewoonde ondiepe moerassen, delta's en lagunen.